# Elsinoë ampelina
Elsinoë ampelina è un fungo ascomicete, la cui forma imperfetta è conosciuta come Sphaceloma ampelinum. Causa l'avversità conosciuta come antracnosi della vite.

## Biologia
I conidi di Sphaceloma ampelinum sono unicellulari, ialini, di forma ellittica oppure ovoidale.
Il fungo sverna sotto forma di sclerozi all'interno delle lesioni dei tralci. In primavera si sviluppano gli acervoli, da cui si producono i conidi che diffondono la malattia. In autunno compaiono nuovamente gli sclerozi. La malattia è favorita dall'elevata umidità dell'ambiente.

## Sintomatologia
La malattia interessa tutti gli organi verdi della vite. Sui tralci si manifestano inizialmente delle piccole macchie brune che si evolvono in tacche necrotiche allungate, che interessano la corteccia e il legno sottostante. Sulle foglie si formano delle macchie circolari di colore nocciola, circondate da un bordo scuro; in seguito la parte centrale della macchia dissecca e si distacca. Sugli acini si manifestano delle macchie circolari circondate da un bordo scuro, che si evolvono in profonde spaccature. Sulle lesioni necrotiche presenti sugli organi verdi si manifestano in estate delle punteggiature rossastre e in inverno dei corpuscoli nerastri.

## Lotta
In inverno va eseguito un trattamento con solfato di ferro, quando le gemme cominciano ad ingrossare; tale trattamento serve a distruggere gli elementi ibernanti del fungo. In primavera si eseguono due trattamenti con fungicida rameici; tali trattamenti si eseguono quando i tralci raggiungono la lunghezza di 10 cm e in prossimità della fioritura.